# Sauspiel
Sauspiel ist die größte deutsche Online-Community für Schafkopf. Sie hat über 810.000 Mitglieder weltweit und widmet sich ausschließlich dem Schafkopf. Der Schafkopf ist in seiner heutigen Gestalt als Bayerischer Schafkopf oder Bayerisch Schafkopf eines der beliebtesten und verbreitetsten Kartenspiele Bayerns.

## Name
Der Name „Sauspiel“ entstand in Anlehnung an eine Spielvariante beim Schafkopf. Bei einem Rufspiel spielt ein Partner, der eine Karte einer Farbe ohne das entsprechende Ass auf der Hand hält, mit dem entsprechenden Ass (auch „Sau“ genannt). Da bei der Namensfindung für die Schafkopf-Community „Sauspiel.de“ insbesondere der Aspekt des gemeinsamen Spielens herausgehoben werden sollte, wurde der Name „Sauspiel“ aus der Verbindung dieser Spielvariante gewählt.

## Funktionsweise

### Anmeldung
Bei Sauspiel kann ein Benutzer nach einer Anmeldung in einem virtuellen Wirtshaus Schafkopf spielen und verschiedene Community-Funktionen nutzen. Daneben gibt es die Möglichkeit, mit einer kostenpflichtigen Premium-Mitgliedschaft erweiterte Funktionen zu nutzen und zu einem „Förderer bayerischer Hochkultur“ zu werden.

### Profil
Jeder Benutzer kann einen Avatar konfigurieren, mit dem er anschließend die verschiedenen Spiel-Bereiche betreten kann. Daneben kann man ein Profilbild hochladen und persönliche Daten eingeben, um so eine für alle anderen Mitglieder erreichbare Visitenkarte zu erzeugen. Auf dieser Seite sind auch verschiedene Spiel-Eigenschaften wie der aktuelle Punktestand und die Anzahl gespielter Spiele eines Spielers zu sehen.

### Suche nach Spielern
Nach der Anmeldung können Benutzer sich untereinander Freundschaft anbieten und mit Hilfe verschiedener Suchparameter wie Benutzernamen, Vornamen, Nachnamen und E-Mail oder direkt auf einer digitalen Landkarte nach anderen Mitspielern suchen. Neben der Kontaktpflege über ein persönliches Postfach, ein Gästebuch und Foren bietet Sauspiel einen Text- und Voicechat, mit dem während eines Spiels kommuniziert wird.

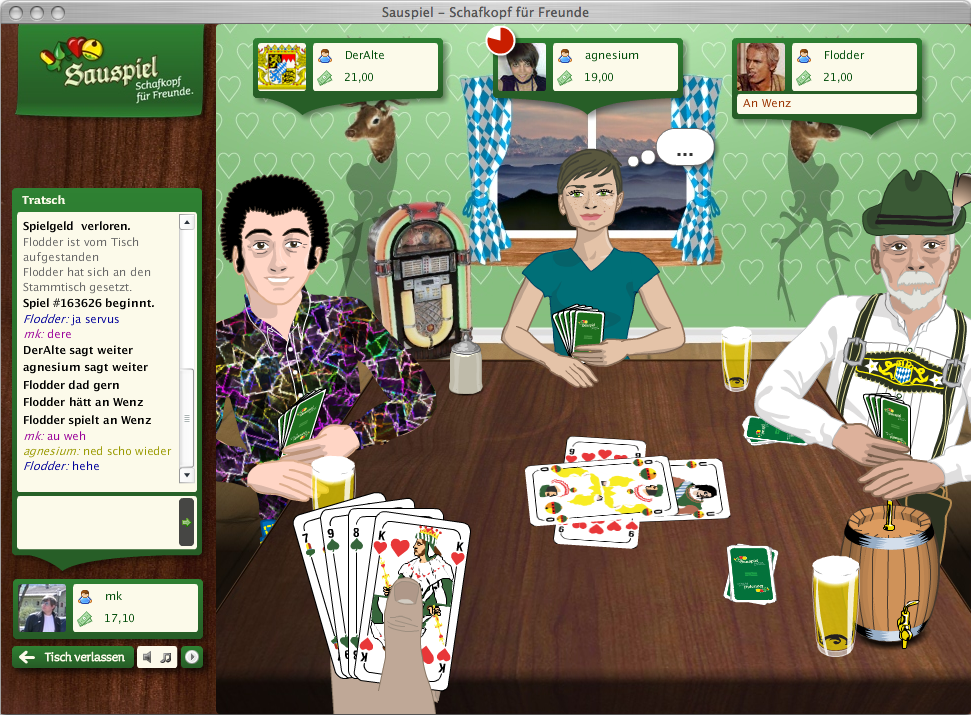
Screenshot

### Soziales Netzwerk
Sauspiel gilt als das erste Schafkopf-Portal in Deutschland, das typische Web-2.0-Elemente von sozialen Netzwerken wie beispielsweise einen Text- und Voice-Chat während des Spielens, Adressbuch, Gästebuch, Nachrichten-Funktion und Diskussionen in Foren in Verbindung mit einem traditionellen Kartenspiel anbietet. Dabei kommt beispielsweise ein Karten-Mashup zum Einsatz, mit dem alle Mitglieder weltweit auf einer digitalen Karte gefunden werden können.

### Spiel-Client
Aufgrund der multimedialen Möglichkeiten und um den komplexen Anforderungen von Animation und Programmierung gerecht zu werden, wurde der Spiel-Client in Flash umgesetzt.

### Framework
Als Framework kommt Ruby on Rails zum Einsatz.

## Spielvarianten bei Sauspiel
Bei Sauspiel wird gemäß den Regeln der Schafkopfschule e. V. gespielt. Neben den drei sogenannten Standardspielen, also einem Rufspiel, Wenz oder Farb-Solo, gibt es die Möglichkeit, auch folgende Spielvarianten zu spielen:
- Farbwenz
- Geier

Aus den zahlreichen vorhandenen Spielvarianten im Schafkopf sind bei Sauspiel folgende Spielvarianten möglich:
- Sie
- Farb-Solo-Tout
- Wenz-Tout
- Geier-Tout
- Farbwenz-Tout
- Farb-Solo
- Wenz
- Geier
- Farbwenz
- Sauspiel (auch Ruf- oder Partnerspiel)
- Ramsch

Folgende Spielvarianten sind auf Sauspiel.de noch nicht möglich
- Hochzeit
- Bettel
- Farbgeier

## Gründung
Sauspiel wurde im April 2007 als Sauspiel GmbH von vier Berliner Studenten und Exil-Bayern gegründet und wird seitdem von den Geschäftsführern Agnes Reissner und Martin Kavalar sowie zehn weiteren Mitarbeitern betrieben.

## Sauspiel im Guinness-Buch der Rekorde
Das Guinness-Buch der Rekorde erkannte Kartenspielrekorde bis vor kurzem nur an, wenn diese auf einem vollständigen Satz mit 52 Karten basierten. Erst nach Intervention des Bayerischen Rundfunks wurde diese Regel gelockert und Schafkopf in dieser Kategorie anerkannt. Vom 1. bis 6. Juli 2008 veranstaltete Sauspiel im bayerischen Raubling bei Rosenheim einen neuen Rekordversuch. Die neuen Rekordhalter und Mitglieder bei Sauspiel spielten durchgehend knapp über 125 Stunden und sicherten sich die Eintragung ins Guinness-Buch der Rekorde.